# 指殺人
指殺人（ゆびさつじん、朝鮮語: 손가락살인）は、芸能人をインターネット上で誹謗中傷し、自殺に追い込む社会問題を表した単語。主に大韓民国で呼称される。

## 概要
指殺人という単語は、指を使いキーボードで誹謗中傷コメントを書き込み、それが原因で自殺することからできた造語である。
インターネットの発展のみならず、韓国の格差社会が原因で発生しているとされる。また芸能人は政治家と同様に攻撃対象になっているが、政治家とは異なり芸能人では10代と若い者も多く、結果的に深刻な影響をもたらしているとの指摘がある。

## 対策
ニュースポータルサイトのコメント欄が温床になると指摘されているため、Daumは芸能関係のニュースにおいてコメント欄を廃止した。またNAVERはAIにより悪質なコメントを削除する対策を行なっている。